# Борец Траншеля
Боре́ц Траншеля (лат. Aconitum tranzschelii) — многолетнее травянистое растение, вид рода Борец (Aconitum) семейства Лютиковые (Ranunculaceae).

## Распространение и экология
Ареал вида охватывает Тянь-Шань. Эндемик. Описан из Ферганской долины, окрестности Иркештама.
Произрастает по склонам, в зарослях можжевельника.

## Ботаническое описание
Корневище в виде цепочки из сросшихся небольших клубней шириной до 5 мм и длиной б—7 мм, усаженных корнями. Стебель высотой до 70 см, толщиной у основания 3—3,5 мм, прямой, покрытый мелкими, прижатыми, слегка курчавыми волосками.
Нижние стеблевые листья на черешках длиной 7—15 см. Пластинка листа диной 3—14 см, шириной 5—7,5 см, снизу совершенно голая, сверху с очень слабым опушением, по краям ресничатая, серовато-зелёная, снизу бледнее, в общем очертании пятиугольная, почти до основания рассечена на три—пять широко-клиновидных сегментов; каждый сегмент надрезан на две или три доли, заканчивающиеся округлённо-заострёнными крупными зубцами. Ширина среднего сегмента в нерассечённой части у нижних стеблевых листьев 20—30 мм.
Соцветие — верхушечная немногочисленная кисть с 1—2 ветвями в нижней части. Цветки фиолетово-синие, длиной до 30 мм и шириной 12 мм. Шлем высотой 5—8 мм, длиной до 2 см, шириной на уровне носика 15—17 мм, слабо опушённый; боковые доли околоцветника округлые, слабо неравнобокие, длиной и шириной 13—15 мм; нижние доли неравные, длиной 13—14 мм, шириной 2—3 и 6—7 мм, большая с внутренней стороны с редкими длинными волосками, меньшая голая, обе снаружи покрыты мелкими прижатыми волосками. Нектарники с изогнутым ноготком, головчатым шпорцем в поперечнике 0,5—0,75 мм, неширокой, до 2 мм, пластинкой, заканчивающейся небольшой вверх загнутой губой. Тычинки голые, книзу расширяющиеся, иногда с зубцом с одной стороны в средней части; завязи в числе четырёх—пяти, голые.

## Таксономия
Вид Борец Траншеля входит в род Борец (Aconitum) трибы Живокостные (Delphinieae) подсемейства Лютиковые (Ranunculoideae) семейства Лютиковые (Ranunculaceae) порядка Лютикоцветные (Ranunculales).
|  |                       |  |                                               |                                               |                                         |  | ещё четыре подсемейства (согласно Системе APG II) | ещё четыре подсемейства (согласно Системе APG II) |                                           |  |  |  | ещё 2 рода              | ещё 2 рода         |  |  |
|  |                       |  |                                               |                                               |                                         |  | ещё четыре подсемейства (согласно Системе APG II) | ещё четыре подсемейства (согласно Системе APG II) |                                           |  |  |  | ещё 2 рода              | ещё 2 рода         |  |  |
|  |                       |  |                                               | семейство Лютиковые                           |                                         |  |                                                   |                                                   | триба Живокостные                         |  |  |  |                         | вид Борец Траншеля |  |  |
|  |                       |  |                                               | семейство Лютиковые                           |                                         |  |                                                   |                                                   | триба Живокостные                         |  |  |  |                         | вид Борец Траншеля |  |  |
|  | порядок Лютикоцветные |  |                                               |                                               | подсемейство Лютиковые (Ranunculoideae) |  |                                                   |                                                   | род Борец, или Аконит                     |  |  |  |                         |                    |  |  |
|  | порядок Лютикоцветные |  |                                               |                                               |                                         |  |                                                   |                                                   |                                           |  |  |  |                         |                    |  |  |
|  |                       |  | ещё десять семейств (согласно Системе APG II) | ещё десять семейств (согласно Системе APG II) |                                         |  |                                                   | ещё восемь триб (согласно Системе APG II)         | ещё восемь триб (согласно Системе APG II) |  |  |  | ещё от 250 до 300 видов |                    |  |  |
|  |                       |  |                                               | ещё десять семейств (согласно Системе APG II) |                                         |  |                                                   |                                                   | ещё восемь триб (согласно Системе APG II) |  |  |  |                         |                    |  |  |